# Mickey et Pluto golfeurs
Pour plus de détails, voir Fiche technique et Distribution.
Mickey et Pluto golfeurs (Canine Caddy) est un court-métrage d'animation américain des studios Disney avec Mickey Mouse et Pluto, sorti le 30 mai 1941.
Ce film fait partie de la série Mickey Mouse, même s'il a pour héros le personnage de Pluto.

## Synopsis
Mickey fait du golf et utilise Pluto comme caddy. Celui-ci est rapidement aux prises avec un gaufre.

## Fiche technique
- Titre original : Canine Caddy
- Titre français : Mickey et Pluto golfeurs
- Série : 
Pluto et/ou Mickey Mouse
- Réalisation : Clyde Geronimi assisté de Don A. Duckwall (non crédité)
- Musique : Paul J. Smith
- Production : Walt Disney
- Société de production : Walt Disney Productions
- Société de distribution : RKO Radio Pictures
- Format : Couleur (Technicolor) - 1,37:1 - Son mono (RCA Photophone)
- Durée : 7 minutes
- Langue :  Anglais
- Pays :  États-Unis
- Dates de sortie :  États-Unis : 30 mai 1941[1]

## Voix originales
- Walt Disney : Mickey Mouse
- Pinto Colvig : Pluto / Le gaufre

## Voix françaises

### 1erdoublage (1989)
- Jean-Paul Audrain : Mickey Mouse

### 2edoublage (années 2000)
- Laurent Pasquier : Mickey Mouse

## Commentaires
- Le gaufre (gopher en anglais), est un mammifère de la famille des Geomyidae, proche du chien de prairie, très présent en Amérique du Nord et souvent confondu en Europe avec la taupe. Pluto y sera à nouveau confronté dans Pluto and the Gopher (1950). L'animal apparaît également dans Les Aventures de Winnie l'ourson sous le nom de Grignotin (en français).